# Glassbox
Glassbox est un collectif d'art fondé en 1997 à Paris et composé d'artistes, dont l'objectif est de promouvoir la création contemporaine dans le domaine des arts visuels.

## Histoire

### Origine et création
« Ni une galerie ni un centre d'art, mais un espace d'art et d'exposition indépendant géré par des artistes avec un fonctionnement souhaité le plus souple possible. »

— Eric Frost Tabuchi, membre de Glassbox, 
Glassbox a été créé en 1997 à l'initiative de neuf artistes de différentes nationalités.
| Artistes          | Dates de participation | Nationalité |
| ----------------- | ---------------------- | ----------- |
| Stefan Nikolaev   | 1997-                  | BG          |
| Frédéric Beaumes  | 1997-1999              | F           |
| Michel Beziat     | 1997-1998              | F           |
| Laurence Delaquis | 1997-1998              | F           |
| Stéphane Doré     | 1997-1998              | F           |
| Jan Kopp          | 1997-1999              | D           |
| Gemma Shedden     | 1997-2002              | GB          |
| Sandie Tourle     | 1997-1999              | ZW          |
| Pierre Belouin    | 1997-2000              | F           |

Ils seront progressivement rejoints par d'autres. L'équipe de Glassbox n'est pas fixe, certains artistes s'investissant dans le projet deux, trois ou quatre ans. Au total, ce sont vingt-trois artistes qui ont défendu ce projet depuis sa création. La succession des membres se fait sur un appel d'offres lancé par l'équipe en place. Au commencement, le collectif est basé à Paris, dans le 11e arrondissement, rue Oberkampf. Il y présente de nombreuses expositions et il y restera durant dix années. C'est ce lieu qui a inspiré aux artistes le nom de Glassbox : la salle de la rue Oberkampf se composait de grandes baies vitrées, donnant l'impression d'être dans un « bloc de verre ».

### Objectifs
Dans les années 1990, beaucoup de jeunes artistes issus d'écoles d'art tentent de percer sur le marché de l'art. Entre les galeries qui visent un minimum de rentabilité et les institutions soucieuses de leur notoriété, ces jeunes arrivants ont du mal à montrer leurs créations et à se faire connaître. C'est pour pallier cette situation que des collectifs comme Glassbox ont été créés.
Ces artistes bénévoles, qui ont aussi leur propre parcours, ont la volonté de promouvoir la création contemporaine et, pour cela, ils exposent les travaux de jeunes artistes émergents, afin de leur donner une certaine visibilité dans le monde de l'art contemporain. Ils le font de manière encadrée, les accompagnent et prennent le temps de la maturation du projet. La galerie étant entièrement subventionnée, ils n'ont pas de contrainte de rentabilité : les artistes ont une liberté de production sans se préoccuper de savoir si leurs œuvres vont trouver acheteur. 
Glassbox a ainsi contribué à la diversité de la scène artistique française.
Glassbox fonctionne, dans un premier temps, comme une galerie et vend les œuvres quand c'est possible. Anne Couzon Cesa (voir infra) explique qu'en 2007 ils quittent la rue Oberkampf pour un bail non renouvelé et à la suite du désir de la nouvelle équipe de « pousser le travail en dehors des limites définies par l'architecture Borel de la rue Oberkampf. L'objectif premier est de sortir de la dimension Galerie et pièce rapportées à un espace d'exposition white cube. »[réf. nécessaire]. Depuis, le format des œuvres est différent, à une plus grande échelle, et ne correspond pas nécessairement aux standards du marché de l'art contemporain. Les ventes sont, par conséquent, occasionnelles. 
Les aides qui leur sont attribuées servent au règlement du loyer et au financement de la production des œuvres.

### Liste non exhaustive des contributeurs de la rue Oberkampf depuis 1997 jusqu'à 2007
- Stefan Nikolaev (BG) 1997-2008
- Frédéric Beaumes (F) 1997-1999
- Michel Beziat (F) 1997-1998
- Sandrine Colas (F) 1997-1998
- Laurence Delaquis (F) 1997-1998
- Stéphane Doré (F) 1997-1998
- Jan Kopp (D) 1997-1999
- Gemma Shedden (GB) 1997-2002
- Sandie Tourle (ZW) 1997-1999
- Pierre Beloüin (F) 1997-2000
- Julia Rometti (F) 1999-2002
- Eric Frost Tabuchi (F) 1999-2002
- Sophie Bernhard (F, CH) 2001-2002
- Solenn Morel (F) 2001-2002
- Julien Fronsacq (F) 1999-2003
- Géraldine Longueville (F) 2001-2003
- Sylvie Auvray (F) 2002
- Sophie Grall (F) 2003-2004
- Olivier Babin (F) 2003-2005
- Sylvain Rousseau (F) 2003-2007
- Yann Rondeau (F) 2003-2007
- Elfi turpin (F) 2003-2008
- Dominique Blais (F) 2004-2006
- Thomas Barbey (F) 2004-2006
- John Lalor (IRL) 2005-2006
- Meryll Ampe
- Pascale Dassibat
- Hugo Fortin
- Sabrina Issa
- Olivier Rignault
- Damien Roger
- Déborah Thurisset
- Alisson Haguenier

### Glassbox « rue Moret » 2012-
De retour dans le quartier Oberkampf et après plusieurs mois de travaux sous la direction des Freaks Free Architects, Glassbox rouvre ses portes en mars 2012, au 4, rue Moret. L'équipe actuelle est composée de Clémence Agnez, de Margaux Estivill, de Marion Lisch, de Benjamin Fraboulet, de Ugo Decorse-Ballara, de François Briand et de Louise Masson.   
Glassbox ne se résume pas à un simple sol d'émergence pour les diverses propositions artistiques qui lui sont adressées, mais se déploie aussi dans différentes formes d'interventions, qu'il s'agisse d'investir en hors sol un espace partenaire, d'organiser des plateaux de travail sous forme de workshops mêlant art visuel et théorie critique, de produire ou de coproduire diverses éditions, tantôt documents rendant compte d'une programmation, tantôt objet artistique. 
L'équipe de Glassbox s'emploie également à mettre en place des formats nouveaux d'exposition, comme ses cycles d'écoute, interventions hybrides entre concert et exposition, ses formats de résidence-visibilité à la fois in situ et progress qui se terminent par le vernissage, mais aussi une mise en réseau sur le territoire de l'Île-de-France des différents artists-run-space (lieux qui, comme Glassbox, sont gérés par des artistes) ou encore ses cycles d'intervention de design culinaire, entre performance et buffet, tautologie de l'exposition où le vernissage est vernissé par lui-même. 
Ainsi, Glassbox ne se pense plus seulement comme un lieu d'accueil, mais surtout comme un dispositif proposant différents protocoles au sein desquels les artistes sont appelés à intervenir. Issu de la rencontre d'un artiste et de la structure, l'objet produit s'énonce comme le résultat de X + Glassbox.
En 2019, Glassbox publie un ouvrage retraçant ses vingt ans d'activités (1997-2017). Le livre, coédité avec Tombolo Presses et distribué par les Presses du réel, rassemble archives et textes critiques, proposant une réflexion globale sur les conditions d'émergence des lieux indépendants et collectifs, et leur inscription dans la scène institutionnelle et artistique. 

### Glassbox-sud 2018-
Parallèlement à ses activités parisiennes, Glassbox s’engage depuis 2018 dans de nouvelles perspectives avec la création de Glassbox-Sud. Dès janvier 2019, il s'insère dans la scène culturelle de Montpellier pour y expérimenter les possibilités de frottement entre les deux paysages artistiques. Glassbox-Sud investit un espace de 230 m2 au sein de La halle Tropisme, afin d’y développer une exposition indépendante (Tony Regazzoni, Je sors ce soir), en lien avec les structures et initiatives locales. En juin 2019, Glassbox-Sud invite Marine Peixoto à investir une vitrine au 9, rue des Balances, dans le contexte de 100 artistes dans la ville.  
En 2020, Glassbox-Sud met en place un cycle de résidence dans l'ex-chai Saint-Raphaël de Sète, reconverti en friche artistique, qui aboutira à une exposition à la fin de l'année.   

### Glassbox « hors_sol » ditépiphyte2010-2011
L'association d'artistes Glassbox, gérée par une nouvelle équipe depuis mars 2010 — Émilie Schalck, Sabrina Issa, Stéphane Despax rejoints par Clémence Agnez, Anna Kerekes, Lucille de Witte, Laurie Merle et Nicolas Bralet — rassemble leur activité autour d'un projet nommé Glassbox « hors_sol » dit épiphyte. Glassbox, dont l'identité est dédiée à un contexte, celle de la visibilité à apporter sur les travaux de jeunes artistes, se pare ici d'une spécificité chaque fois orientée dans les différentes cellules ou modes d'intervention propres à Glassbox. 
Les activités de Glassbox « hors_sol » dit épiphyte s’articulent autour de trois cellules.

#### Cellule critique
Dernière-née de Glassbox, elle regroupe des artistes invités à produire un contenu artistique tout en investissant un champ critique dans ses formes (médiums : radio, internet, vidéos, édition). La cellule critique s’inscrit dans une relation aux propriétés réflexives au sein de Glassbox ; elle est le reflet d'une position prospective nous permettant d'améliorer la circulation des idées, la diffusion et le soutien d’artistes utilisant ses médiums.

#### Cellule invité
Projets émergents notamment en « hors_sol » chez des structures artistiques partenaires, comme le théâtre de la Cité internationale de Paris, la galerie 14 (Paris 11e), l'Espace d'art HEC.

#### Cellule autonome
Projets d’accompagnement spécifique au projet de l'artiste à plus ou moins long terme et jouant d'un réseau de partenaires (espace publics, campus, etc.). Les nouveaux arrivants de l'année 2010 ont pu réaliser des tournages et des résidences, bénéficier d'un atelier-logement (NG, Gimenez / Grønlien, Vincent Ducarne, Agnès Rosse, etc.).

### Programmation Glassbox « hors_sol » ditépiphyte

#### AA, Acteurs autonomes, les 27 et28 novembre 2010
Avec : Armand Behar, Laetitia Benat, Marie-Avril Berthet et Carla Demierre, Nicolas Boone, Enna Chaton, Vincent Ducarne, Gimenez / Grønlien, Thomas Léon, Ingrid Luche, Marie Reinert & Nicolas Moulin, NG, Agnès Rosse. 
Sur les deux jours d'ouverture de l'exposition, à 16 heures, Enna Chaton propose une « prise de vue publique ».
Une proposition de Glassbox « sans les murs » et Glassbox « hors sol » dit épiphyte, Grande Galerie, [théâtre de la cite internationale de Paris - 17, boulevard Jourdan - 75014 Paris].

#### HB-3D, du 22 au27 novembre 2010
Avec le collectif Aperto : Pierre Bellemin, Didier Casiglio, Emmanuelle Etienne, Agnès Fornells, Alain Lapierre, Michel Martin et Patrick Sauze.
Galerie 14, au 14, rue des Taillandiers – 75011. Métro : Ledru-Rollin.
En partenariat avec la galerie 14 et le collectif Articulez.

#### Nuit blanche, le2 octobre 2010de 19 heures à 2 heures
Avec Neven Allanic, Ivan Argote, Vika Begalska, Damien Berthier, Anna Byskov, Michel de Broin, Gabriel Desplanque, Ilya Gaponov, Perrine Garassus, Jérôme Gras, Anna Kolosova, David Lasnier, Frédéric Nakache, Pied la Biche, Florent Mattéi, Veronika Rudyeva-Ryazantzeva, Masha Sha, Julien Sirjacq, Vladimir Smirnov-Lilo, Andrey Syaylev 
Mairie du 11e arrondissement, 75011 Paris.
Glassbox et Action planning, sur une proposition de Julia Garbuzova, de Marlène Perronet, de Diane Pigeau et de Glassbox.

#### Zone botanique temporaire (ZBT)°, du12 juinau4 juillet 2010
Jardin à la Cité internationale universitaire de Paris.
Vernissage-concert Nicolas Bralet, performance de la cellule critique : David Christoffel.
Avec : Catherine Contour, Nicolas Bralet, Émilie Maltaverne, Aurélie Slonina, Vincent Mauger et Agnès Rosse.
Coproduction théâtre de la Cité internationale.
26 et 27 juin Week-end partenariat théâtre : Catherine Contour. 
Radio 108 pour la cellule critique (événements et retransmission d'interventions artistiques).

#### Ce qui suit dévoile des moments clés de l'intrigue, du 2 au18 avril 2010
Avec : Thomas Léon, Corine Stübi, Vincent Ducarne, Nicolas Boone, Annelise Ragno, Jean-Sébastien Ruyer et Armand Béhar.
Partenariat avec Aperto à [Galerie Aperto, Montpellier].

#### Soirée / événement Foehn'y release, le20 mars 2010
En ouverture de la nouvelle programmation de Glassbox, nous proposons le visionnage du film tourné en 1930 à la CIUP et repris dans son montage par les artistes ayant participé aux expositions de Glassbox. Ce film empreint d'une succession de propositions artistiques, passées et surtout à venir sont appelées à venir trouver son inscription dans ce film témoin de la construction d'une époque.
Salon Gulbenkian à la Cité internationale universitaire de Paris.
En partenariat avec le parcours WEST.

### Glassbox 2007-2009
L'équipe se compose de sept membres : Anne Couzon Cesca, François et Arnaud Bernus (qui font aussi partie du Collectif 1.0.3), Aleksandra Jatczak, Nicolas Juillard, Stéphane Despax et Nicolas Tilly. 
Ils travaillent en permanent partenariat avec CitéCulture, la mairie de Paris et la Direction générale des affaires culturelles d'Île-de-France, et occasionnellement avec la Fiac, la fondation d'entreprise Ricard et les Caves Bailly-Lapierre. L'absence d'agenda et de contraintes de régularité crée une instabilité à partir de laquelle s'imaginent les projets.
Le choix des artistes exposés se fait par les membres de Glassbox, qui puisent dans leurs contacts d'artistes les personnes dont le travail les intéresse.

### Sans les murs
En 2007, Glassbox continue d'exister « sans les murs », depuis le 14e arrondissement de Paris, quand en juillet CitéCulture de la Cité internationale universitaire de Paris (CIUP) leur propose la location de deux bureaux : ils deviennent des habitués de ce lieu, les expositions ne seront plus limitées à l'espace clos et défini de la salle d'exposition, mais auront une certaine mobilité, les œuvres oscillent au sein du vaste espace de 36 hectares et 39 pavillons internationaux de la Cité internationale universitaire. Le terme « sans les murs » souligne le détachement par rapport à certains principes de fonctionnement liés à la question de l'exposition.
Ils travaillent en association avec Citéculture et amènent ainsi un contenu artistique à ce lieu universitaire.
Dans le cadre de « sans les murs », on compte quatre expositions collectives : « Foehn'y » en 2007, « Passenger » et « Le Troisième Paradis » en 2008 et « Collectif fact », ainsi que d'autres œuvres exposées séparément.

#### Foehn'y
Présentée au sein de la Cité universitaire internationale de Paris, dans la Maison internationale, l'exposition « Foehn'y » s'est déroulée du 10 novembre au 9 décembre 2007.
Le nom de l'exposition, « Foehn'y », est un entrelacs entre les mots « Foehn » (vent chaud en plein hiver qui a la capacité de transformer le paysage en quelques instants) et funny ( « amusant » en anglais).
Six artistes présentaient chacun une œuvre. Ainsi étaient montrées :
- Music for masses, de Nicolas Juillard ;
- La Bête-monde, de Nicolas Tilly (ces deux artistes rejoindront Glassbox en 2008) ;
- Ici-même vs même ici, de Frank David ;
- Tenteront de répondre à la question « Est-ce qu'une mouche pèse plus lourd qu'une note de musique ? », de Célin Ahond et Robert Rudolf ;
- Les Frontières floues, de Le gentil garçon.

Les œuvres présentées sont conçues pour l'exposition : elles prennent en compte leur milieu d'évolution. Le travail de Le gentil garçon est un parfait exemple de cette prise en compte du lieu et de ses caractéristiques : le couloir dans lequel est exposée son installation est sombre et quelque peu terrifiant, et le jardin de la CIUP serait fréquenté par de nombreux chats. Ainsi, cet artiste nous présente une installation comprenant un mobile tournant qui reprend le sourire et les yeux d'un chat (faisant penser à celui d'Alice au pays des merveilles), sur lequel est projeté une vidéo en forme de tête de chat montrant le jardin de la CUIP vu à la hauteur d'un chat, le tout dans une ambiance sombre et inquiétante.

#### Passenger
Du 29 février au 23 mars 2008, cette exposition présentait les réalisations de sept artistes berlinois à la maison internationale : Tolia Astakhishvili, Katinka Bock, Nine Budde, Heike Gallmeier, Annette Gödde, Beatrice Jugert et Dylan Peirce.
L'événement interrogeait la relecture et le partage d'espaces ouverts à la cohabitation à travers une dizaine d'œuvres variées.

#### Le Troisième Paradis
Toujours au sein de la CIUP, cette exposition était présentée du 14 mai au 8 juin 2008, sur la grande pelouse et au collège franco-britannique.
Au total, quatorze personnes, artistes, musiciens, historiens, designers culinaires et critiques d'art coopérèrent.
S'inspirant encore une fois des particularités de la CIUP (indépendance, diversité des personnes et flux constant), l'exposition se présentait comme des rendez-vous artistiques de formes variables.
D'abord I would rather not go back to the old home, d'Eric Stephany, sculpture pavillonnaire en bois de 12 mètres de long et 1,6 mètre de large sur la grande pelouse, un peu comme le cœur de l'exposition, accueillait les créations suivantes :
- Kitchen Paradise Barbecue, des designers culinaires Julie Rothhann et Lily montsaingeon ;
- Trilogy et Going Down Souht de la réalisatrice Lilli Hartmann ;
- la performance de Céline Ahond, suivie du concert de Perroquet tout s'écroule ;
- Nova paraiso de Julia Rometti.

Cette dernière sculpture était un point de rendez-vous, créant de la sociabilité, rapprochant davantage des personnes de nationalités différentes, et se conformant ainsi à la volonté propre à la CIUP de « rassembler les nations dans un monde réconcilié ».
Au collège franco-britannique, on retrouvait quatre autres œuvres : Dispositifs, de Aurélie Godard ; Tales of Forgotten Talks, d'Élodie Royer et Yoann Gourmel ; The Mud Office, de Charlie Jeffery ; et La Grande Nuit de la mouche, de Pierre Leguillon.

#### Collectif fact
Il s'agit d'un projet présentant les œuvres vidéo de trois artistes basés à Genève : Annelore Schneider, Swann Thommen et Claude Piguet, qui constituent le collectif fact. Entre autres vidéos étaient présentées Ce qui arrive, installation vidéo en boucle d'environ cinq minutes, sans son, réalisée en 2005, et Expanded Play Time, vidéo de 2004. 

#### Autres œuvres exposées
- Déplié international, d'Étienne Cliquet, du 14 mai au 8 juin 2008 à la Maison internationale en extérieur.
- Documentation, de Céline Duval, le 7 février 2009.

### Les AA: Acteurs autonomes
Il s'agit d'un nouveau format d’interventions qui permet aux artistes de travailler sur le site de la CIUP par le biais de Glassbox, qui facilite les autorisations. Ce format « AA » tend à être complété par d’autres.